# Manel Ollé i Albiol
Manel Ollé i Albiol (Ulldecona, Montsià, 1954) és un escriptor i professor de literatura catalana. Llicenciat en Filologia Romànica, té estudis d'Antropologia, ha exercit de docent a l'IES Joaquim Bau de Tortosa, ciutat on resideix, fins a la seva jubilació l'any 2014. Al 2018 li atorguen el Premi del Mèrit de les Lletres Ebrenques.

## Obra[1]
Ha escrit obres literàries on apareix com a teló de fons el seu poble i les Terres de l'Ebre en general: Macianet, el ventallenc ; El llibre de les abelles i L'última vinyeta.
Com a estudiós de l'obra de Frederic Mauri ha escrit: Els ex-libris de Frederic Mauri i 174 ex-libris de Frederic Mauri

### Narrativa
- L'última vinyeta, 2007
- El llibre de les abelles, 2009
- Els ex-libris de Frederic Mauri, 2010
- 174 ex-libris de Frederic Mauri, 2016
- Micalet Verderol, 2018

### Novel·la
- Macianet, el ventallenc, 2018
- L'Escamot de la nit serrada, 2019

### Antologies
- El brogit de l'Ebre, 2018
- Terres d'aigua, 2018
- L'Ebre, un riu literari, 2019

## Premis
- 1994 - Premi Joan Cid i Mulet de Narrativa de Tortosa per L'última vinyeta
- 2013 - Premi Lo Grifonet[5]
- 2015 - Premi Mestre de Mestres[6]